# John Stainer

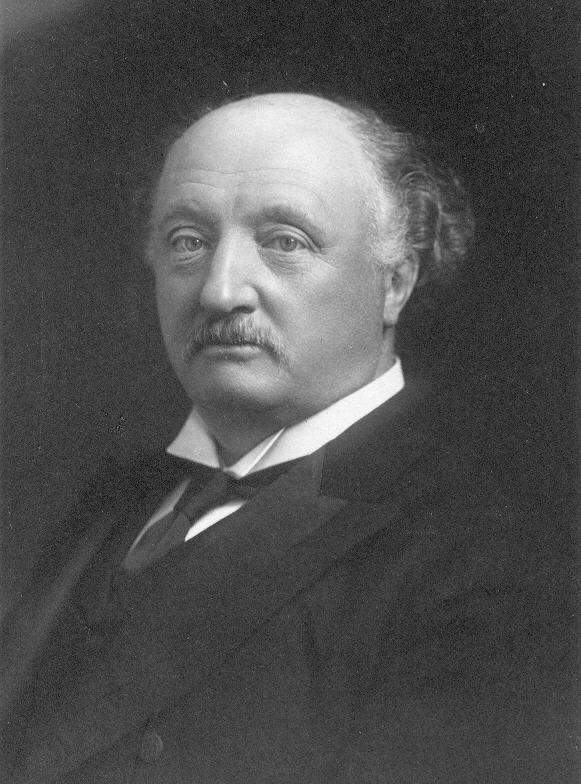
John Stainer

Sir John Stainer (* 6. Juni 1840 in Southwark, London; † 31. März 1901 in Verona) war ein englischer Organist (Kirchenmusiker) und Komponist.

## Biographie
Er sang als Knabe im Chor der St Paul’s Cathedral und wurde im Alter von 16 Jahren von Sir Frederick Ouseley als Organist am neu gegründeten St Michael’s College, Tenbury verpflichtet. Im Jahre 1860 wurde er Organist am Magdalen College, Oxford, im Jahre 1872 wechselte er an die Saint Paul’s Cathedral. Seine Tätigkeit als Chorerzieher und Organist setzte Maßstäbe für die Anglikanische Kirchenmusik, deren Einfluss bis heute zu spüren ist. Stainer war außerdem als Lehrer tätig, 1889 erhielt er eine Professur für Musik an der Oxford University und unternahm bahnbrechende Forschung im Bereich der Alten Musik.
Als Komponist brachte er ein umfangreiches Werk geistlicher Musik hervor, worunter seine Passionskantate The Crucifixion zu den bekanntesten gehört. Aus seiner Feder stammen ebenfalls zahlreiche, noch heute gesungene anglikanische Kirchenlieder.
The Crucifixion war lange Zeit eine der verschiedenen Kantaten zur Passion, die während der Karwoche in englischen Kirchen aufgeführt wurden. Stainer gelang zudem ein bis heute anhaltender Beitrag zur traditionellen englischen Weihnachtsmusik, indem er gemeinsam mit H. R. Bramley die Sammlung Christmas Carols New and Old (1871) veröffentlichte, die ein entscheidender Impuls für die Wiederbelebung des Singens von Weihnachtsliedern war.